# Raffaello Celommi
Raffaello Celommi (Firenze, 19 aprile 1881 – Roseto degli Abruzzi, 3 marzo 1957) è stato un pittore italiano.

## Biografia
Nato a Firenze il 19 aprile 1881 dal pittore Pasquale Celommi e dalla fiorentina Giuseppina Giusti (nipote del poeta Giuseppe Giusti). Qualche mese dopo la nascita si ammala e il medico consiglia la famiglia di portarlo a respirare l'aria marina.; da quel momento, salvo brevi periodi, non si spostò più dalla sua Rosburgo. Già da piccolissimo comincia a dedicarsi alla pittura nello studio del padre. A vent'anni studia all'Accademia di Belle Arti di Roma. Nel 1929 si sposò con Luigia Rosati, figlia del musicista Luigi Rosati (1855-1921) che fu direttore dell'Accademia di Santa Cecilia a Roma.. Fra i suoi tanti estimatori troviamo Francesco Paolo Michetti, che frequentava spesso lo studio "Castelletto" dei Celommi e il ceramista Pier Giuseppe Di Blasio. Quest'ultimo cercò invano di convertirlo all'arte ceramica, ma invano: "Non posso dipingere", sentenziò Raffaello, "per poi vedere mutare, a causa del fuoco, i colori che ho scelto". Raffaello Celommi si spense nella sua Roseto il 3 marzo 1957.

## Opere principali

### Ritratti
- Ritratto di Pasquale Celommi (1928)
- Ritratto di Luigi Rosati (1930)

### Scene agresti
- Meriggio sui campi (1930 ca.)
- Filatura nell'oliveto (1935)
- Transumanza (1940)
- Primavera (1940 ca.)

### Marine
- Preparativi per la pesca (1930 ca.)
- Partenza per la pesca (1930)
- Alba sul mare (1930 ca.)
- Burrasca (1935)
- Raccolta della "cischia" (1936)